# Hamilton City (California)
Hamilton City, anteriormente conocido como Hamilton, es un lugar designado por el censo ubicado en el condado de Glenn en el estado estadounidense de California. En el año 2009 tenía una población de 2.075 habitantes y una densidad poblacional de 2,701.8 personas por km².

## Geografía
Hamilton City se encuentra ubicado en las coordenadas 39°44′34″N 122°00′49″O / 39.74278, -122.01361. Según la Oficina del Censo, la ciudad tiene un área total de 0,77 km² (0,3 mi²), de la cual 0,77 km² (0,3 mi²) es tierra y 0 km² (0 mi²) (0%) es agua.

## Demografía
Según la Oficina del Censo en 2000 los ingresos medios por hogar en la localidad eran de $33,169, y los ingresos medios por familia eran $34,167. Los hombres tenían unos ingresos medios de $20,405 frente a los $14,191 para las mujeres. La renta per cápita para la localidad era de $9,047. Alrededor del 20.6% de la población estaban por debajo del umbral de pobreza.